# Asylum World Tour
Aylum World Tour bylo koncertní turné americké hardrockové skupiny Kiss na podporu alba Asylum. Jednalo se o první turné, které bylo celé odehrané s kytaristou Brucem Kulickem, který nahradil Marka St. Johna, jemuž se při turné objevil Reiterův syndrom.

## Seznam písní
1. Detroit Rock City
2. Fits Like a Glove
3. Cold Gin
4. Uh! All Night
5. War Machine
6. I Still Love You
7. Under The Gun
8. Tears Are Falling
9. I Love It Loud
10. Love Gun
11. Rock and Roll All Nite
12. Heaven's on Fire
13. Won't Get Fooled Again (The Who cover)
14. Lick It Up

Hrány také tyto skladby: King Of The Mountain, Firehouse, Creatures of the Night, Strutter, Calling Dr. Love, Oh! Susanna, Black Diamond.

## Turné v datech
| Datum              | Město                         | Stát                      | Místo                                | Předkapela       |
| ------------------ | ----------------------------- | ------------------------- | ------------------------------------ | ---------------- |
| 29. listopadu 1985 | Little Rock, Arkansas         | Spojené státy             | Barton Coliseum                      | Black 'n Blue    |
| 30. listopadu 1985 | Nashville, Tennessee          | Spojené státy             | Nashville Municipal Auditorium       | Black 'n Blue    |
| 1. prosince 1985   | Memphis, Tennessee            | Spojené státy             | Mid-South Coliseum                   | Black 'n Blue    |
| 3. prosince 1985   | San Antonio, Texas            | Spojené státy             | HemisFair Arena                      | Black 'n Blue    |
| 4. prosince 1985   | Dallas, Texas                 | Spojené státy             | Reunion Arena                        | Black 'n Blue    |
| 6. prosince 1985   | Lafayette, Louisiana          | Spojené státy             | Cajundome                            | Black 'n Blue    |
| 7. prosince 1985   | Houston, Texas                | Spojené státy             | Sam Houston Coliseum                 | Black 'n Blue    |
| 8. prosince 1985   | Austin, Texas                 | Spojené státy             | Frank Erwin Center                   | Black 'n Blue    |
| 11. prosince 1985  | Richfield, Ohio               | Spojené státy             | Richfield Coliseum                   | Black 'n Blue    |
| 12. prosince 1985  | Louisville, Kentucky          | Spojené státy             | Freedom Hall                         | Black 'n Blue    |
| 13. prosince 1985  | Trotwood, Ohio                | Spojené státy             | Hara Arena                           | Black 'n Blue    |
| 14. prosince 1985  | Detroit, Michigan             | Spojené státy             | Cobo Hall                            | Black 'n Blue    |
| 16. prosince 1985  | New York, New York            | Spojené státy             | Madison Square Garden                | Black 'n Blue    |
| 17. prosince 1985  | Filadelfie, Pensylvánie       | Spojené státy             | The Spectrum                         | Black 'n Blue    |
| 19. prosince 1985  | Glens Falls, New York         | Spojené státy             | Glens Falls Civic Center             | Black 'n Blue    |
| 20. prosince 1985  | Worcester, Massachusetts      | Spojené státy             | The Centrum                          | Black 'n Blue    |
| 21. prosince 1985  | New Haven, Connecticut        | Spojené státy             | New Haven Coliseum                   | Black 'n Blue    |
| 22. prosince 1985  | Providence, Rhode Island      | Spojené státy             | Providence Civic Center              | Black 'n Blue    |
| 27. prosince 1985  | Columbia, Jižní Karolína      | Spojené státy             | Carolina Coliseum                    | Black 'n Blue    |
| 28. prosince 1985  | Charlotte, Severní Karolína   | Spojené státy             | Charlotte Coliseum                   | Black 'n Blue    |
| 29. prosince 1985  | Greensboro, Severní Karolína  | Spojené státy             | Greensboro Coliseum                  | Black 'n Blue    |
| 30. prosince 1985  | Augusta, Georgie              | Spojené státy             | Augusta-Richmond County Civic Center | Black 'n Blue    |
| 31. prosince 1985  | Atlanta                       | Spojené státy             | The Omni                             | Black 'n Blue    |
| 3. ledna 1986      | Johnson City, Tennessee       | Spojené státy             | Freedom Hall Civic Center            | W.A.S.P.         |
| 4. ledna 1986      | Knoxville, Tennessee          | Spojené státy             | Knoxville Civic Coliseum             | W.A.S.P.         |
| 5. ledna 1986      | Zrušeno Chattanooga UTC Arena | Spojené státy             |                                      | W.A.S.P.         |
| 7. ledna 1986      | Tampa, Florida                | Spojené státy             | USF Sun Dome                         | W.A.S.P.         |
| 8. ledna 1986      | West Palm Beach, Florida      | Spojené státy             | West Palm Beach Auditorium           | W.A.S.P.         |
| 9. ledna 1986      | Fort Myers, Florida           | Spojené státy             | Lee County Civic Center              | W.A.S.P.         |
| 10. ledna 1986     | Jacksonville, Florida         | Spojené státy             | Jacksonville Coliseum                | W.A.S.P.         |
| 12. ledna 1986     | San Juan, Portoriko           | Roberto Clemente Coliseum |                                      | W.A.S.P.         |
| 14. ledna 1986     | Norfolk, Virginie             | Spojené státy             | Norfolk Scope                        | W.A.S.P.         |
| 15. ledna 1986     | Charleston, Západní Virginie  | Spojené státy             | Charleston Civic Center              | W.A.S.P.         |
| 16. ledna 1986     | Indianapolis, Indiana         | Spojené státy             | Market Square Arena                  | W.A.S.P.         |
| 17. ledna 1986     | Chicago, Illinois             | Spojené státy             | UIC Pavilion                         | W.A.S.P.         |
| 20. ledna 1986     | Milwaukee, Wisconsin          | Spojené státy             | MECCA Arena                          | W.A.S.P.         |
| 21. ledna 1986     | Saint Paul, Minnesota         | Spojené státy             | St. Paul Civic Center                | W.A.S.P.         |
| 22. ledna 1986     | Rockford, Illinois            | Spojené státy             | Rockford Metro Center                | W.A.S.P.         |
| 23. ledna 1986     | St. Louis, Missouri           | Spojené státy             | Kiel Auditorium                      | W.A.S.P.         |
| 24. ledna 1986     | Omaha, Nebraska               | Spojené státy             | Omaha Civic Auditorium               | W.A.S.P.         |
| 25. ledna 1986     | Kansas City, Missouri         | Spojené státy             | Municipal Auditorium                 | W.A.S.P.         |
| 2. února 1986      | Tucson, Arizona               | Spojené státy             | McKale Center                        | W.A.S.P.         |
| 4. února 1986      | Daly City, Kalifornie         | Spojené státy             | Cow Palace                           | W.A.S.P.         |
| 5. února 1986      | Sacramento, Kalifornie        | Spojené státy             | Memorial Auditorium                  | W.A.S.P.         |
| 7. února 1986      | Paradise, Nevada              | Spojené státy             | Thomas & Mack Center                 | Black 'n Blue    |
| 8. února 1986      | San Bernardino, Kalifornie    | Spojené státy             | Orange Pavilion                      | W.A.S.P.         |
| 9. února 1986      | Phoenix, Arizona              | Spojené státy             | Arizona Veterans Memorial Coliseum   | W.A.S.P.         |
| 10. února 1986     | San Diego, Kalifornie         | Spojené státy             | San Diego Sports Arena               | W.A.S.P.         |
| 11. února 1986     | Inglewood, Kalifornie         | Spojené státy             | The Forum                            | W.A.S.P.         |
| 13. února 1986     | Portland, Oregon              | Spojené státy             | Memorial Coliseum                    | W.A.S.P.         |
| 14. února 1986     | Seattle, Washington           | Spojené státy             | Seattle Center Coliseum              | W.A.S.P.         |
| 17. února 1986     | Salt Lake City, Utah          | Spojené státy             | Salt Palace                          | W.A.S.P.         |
| 19. února 1986     | Denver, Colorado              | Spojené státy             | McNichols Sports Arena               | W.A.S.P.         |
| 21. února 1986     | Norman, Oklahoma              | Spojené státy             | Lloyd Noble                          | W.A.S.P.         |
| 22. února 1986     | Tulsa, Oklahoma               | Spojené státy             | Expo Square Pavilion                 | W.A.S.P.         |
| 23. února 1986     | Waco, Texas                   | Spojené státy             | Waco Convention Center               | W.A.S.P.         |
| 24. února 1986     | Corpus Christi, Texas         | Spojené státy             | Corpus Christi Memorial Coliseum     | W.A.S.P.         |
| 26. února 1986     | Beaumont, Texas               | Spojené státy             | Beaumont Civic Center                | W.A.S.P.         |
| 27. února 1986     | Abilene, Texas                | Spojené státy             | Taylor County Expo Center            | W.A.S.P.         |
| 28. února 1986     | Fort Worth, Texas             | Spojené státy             | Tarrant County Convention Center     | W.A.S.P.         |
| 1. března 1986     | Shreveport, Louisiana         | Spojené státy             | Hirsch Memorial Coliseum             | W.A.S.P.         |
| 2. března 1986     | New Orleans, Louisiana        | Spojené státy             | Lakefront Arena                      | W.A.S.P.         |
| 5. března 1986     | Green Bay, Wisconsin          | Spojené státy             | Brown County Veterans Memorial Arena | King Kobra       |
| 6. března 1986     | Saginaw, Michigan             | Spojené státy             | Wendler Arena                        | King Kobra       |
| 7. března 1986     | Port Huron, Michigan          | Spojené státy             | McMorran Place                       | King Kobra       |
| 8. března 1986     | Springfield, Illinois)        | Spojené státy             | Prairie Capital Convention Center    | King Kobra       |
| 9. března 1986     | Salina, Kansas                | Spojené státy             | Bicentennial Center                  | King Kobra       |
| 12. března 1986    | La Crosse, Wisconsin          | Spojené státy             | La Crosse Center                     | King Kobra       |
| 13. března 1986    | Duluth, Minnesota             | Spojené státy             | Duluth Arena                         | King Kobra       |
| 14. března 1986    | Jamestown, Severní Dakota     | Spojené státy             | Jamestown Civic Center               | King Kobra       |
| 16. března 1986    | Des Moines, Iowa              | Spojené státy             | Iowa Veterans Memorial Auditorium    | King Kobra       |
| 17. března 1986    | Sioux City, Iowa              | Spojené státy             | Sioux City Municipal Auditorium      | King Kobra       |
| 18. března 1986    | Cedar Rapids, Iowa            | Spojené státy             | Five Seasons Center                  | King Kobra       |
| 20. března 1986    | Fort Wayne, Indiana           | Spojené státy             | War Memorial Coliseum                | King Kobra       |
| 21. března 1986    | Cincinnati, Ohio              | Spojené státy             | Cincinnati Gardens                   | King Kobra       |
| 22. března 1986    | Carbondale, Illinois          | Spojené státy             | SIU Arena                            | King Kobra       |
| 23. března 1986    | Terre Haute, Indiana          | Spojené státy             | Hulman Center                        | King Kobra       |
| 25. března 1986    | Evansville, Indiana           | Spojené státy             | Roberts Municipal Stadium            | King Kobra       |
| 26. března 1986    | Battle Creek, Michigan        | Spojené státy             | Kellogg Arena                        | King Kobra       |
| 27. března 1986    | Erie, Pensylvánie             | Spojené státy             | Erie Civic Center                    | King Kobra       |
| 28. března 1986    | Toledo, Ohio                  | Spojené státy             | Toledo Sports Arena                  | King Kobra       |
| 29. března 1986    | Columbus, Ohio                | Spojené státy             | Battelle Hall                        | King Kobra       |
| 30. března 1986    | Hammond, Indiana              | Spojené státy             | Hammond Civic Center                 | King Kobra       |
| 1. dubna 1986      | Bethlehem, Pensylvánie        | Spojené státy             | Stabler Arena                        | King Kobra       |
| 2. dubna 1986      | Utica, New York               | Spojené státy             | Utica Memorial Auditorium            | King Kobra       |
| 4. dubna 1986      | Poughkeepsie, New York        | Spojené státy             | Mid-Hudson Civic Center              | King Kobra       |
| 6. dubna 1986      | Springfield, Massachusetts    | Spojené státy             | Springfield Civic Center             | King Kobra       |
| 7. dubna 1986      | Rochester, New York           | Spojené státy             | Rochester Community War Memorial     | King Kobra       |
| 8. dubna 1986      | Toronto, Ontario              | Kanada                    | Maple Leaf Gardens                   | King Kobra       |
| 10. dubna 1986     | Baltimore, Maryland           | Spojené státy             | Baltimore Civic Center               | Blue Öyster Cult |
| 11. dubna 1986     | East Rutherford, New Jersey   | Spojené státy             | Brendan Byrne Arena                  | Blue Öyster Cult |
| 12. dubna 1986     | Pittsburgh, Pensylvánie       | Spojené státy             | Pittsburgh Civic Arena               | Kix              |

## Sestava
KISS
- Paul Stanley – rytmická kytara, zpěv
- Gene Simmons – basová kytara, zpěv
- Bruce Kulick – sólová kytara, zpěv
- Eric Carr – bicí, zpěv